# Uliastaj
Uliastaj (mongolsky Улиастай) je město v Mongolsku a hlavní město Zavchanského ajmagu. V roce 2012 žilo v Uliastaji 15 460 obyvatel.

## Historie
V době připojení Vnějšího Mongolska k Čínskému impériu v Uliastaji sídlil mandžuský amban, dohlížející na tehdejší ajmagy Sajn-nojonchánský a Džasaktuchánský.